# Bataille de Ksar Ghilane
Seconde Guerre mondiale
Batailles
- Course pour Tunis
- Ligne Mareth
- Sidi Bouzid
- Kasserine
- Sejnane
- Ochsenkopf
- Capri
- Ksar Ghilane
- Pugilist
- El Guettar
- Wadi Akarit
- Longstop Hill
- Hill 609
- Vulcan
- Flax
- Retribution
- Strike

La bataille de Ksar Ghilane est un épisode de la Seconde Guerre mondiale en Afrique du Nord et s'inscrit dans la campagne de Tunisie. Il a lieu le 10 mars 1943.

## Déroulement
Attaqués par des blindés allemands et des automitrailleuses appartenant aux 15e et 21e Panzerdivisions, appuyés par des stukas, les Français libres de la colonne Leclerc remportent une victoire défensive et empêchent leurs adversaires de découvrir la concentration de troupes néo-zélandaises qui s'apprêtent à attaquer la ligne Mareth.
Une colonne commémore aujourd'hui cette bataille à Ksar Ghilane, avec l'inscription : « Ici, du 23 février au 10 mars 1943, le Général Leclerc et la Force L, venus du Tchad, ont soutenu victorieusement l'assaut des forces ennemies, leur infligeant des pertes sévères ».